# Hummelstraße (Weimar)

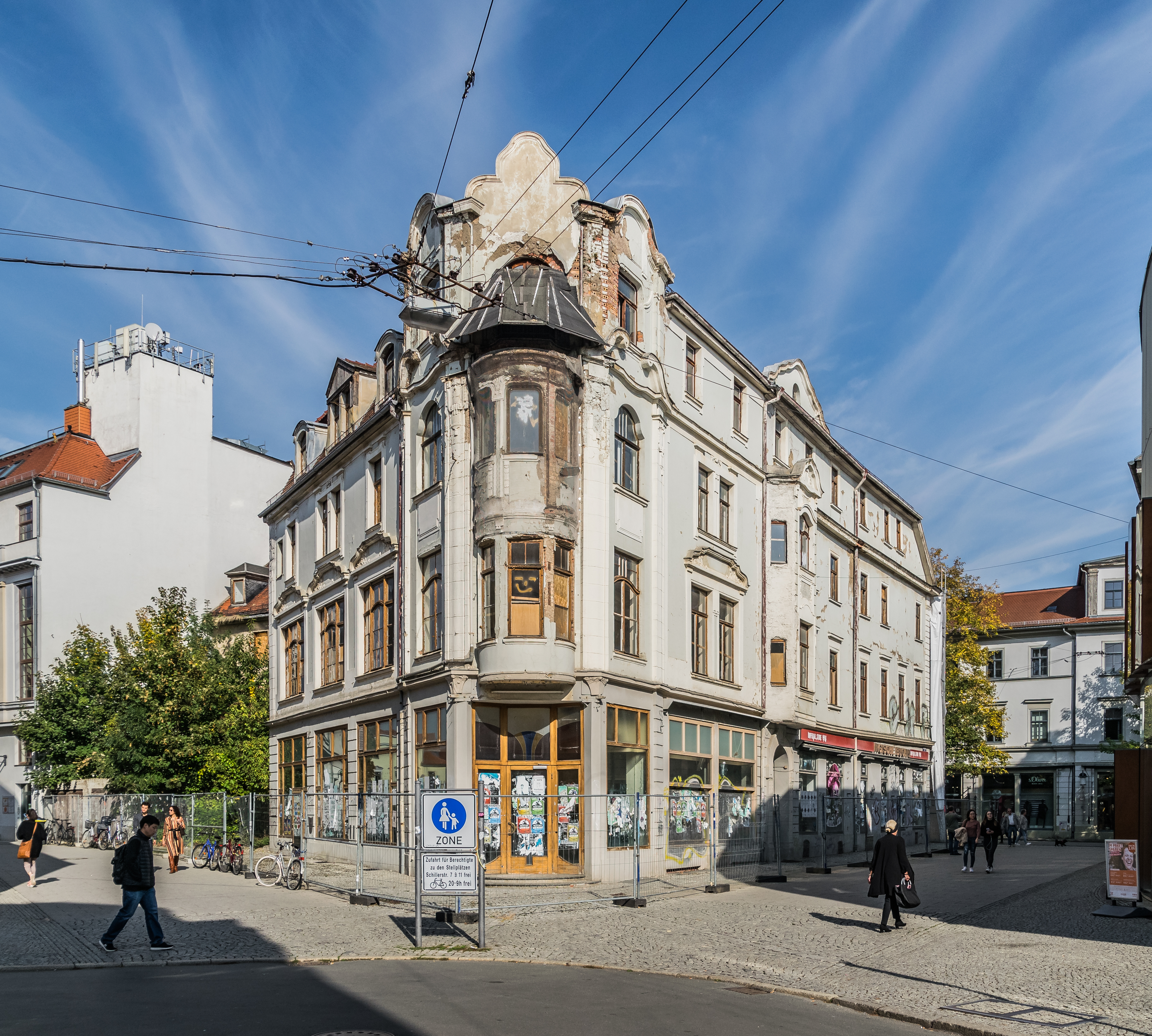
Ecke Schützengasse und Hummelstraße 3

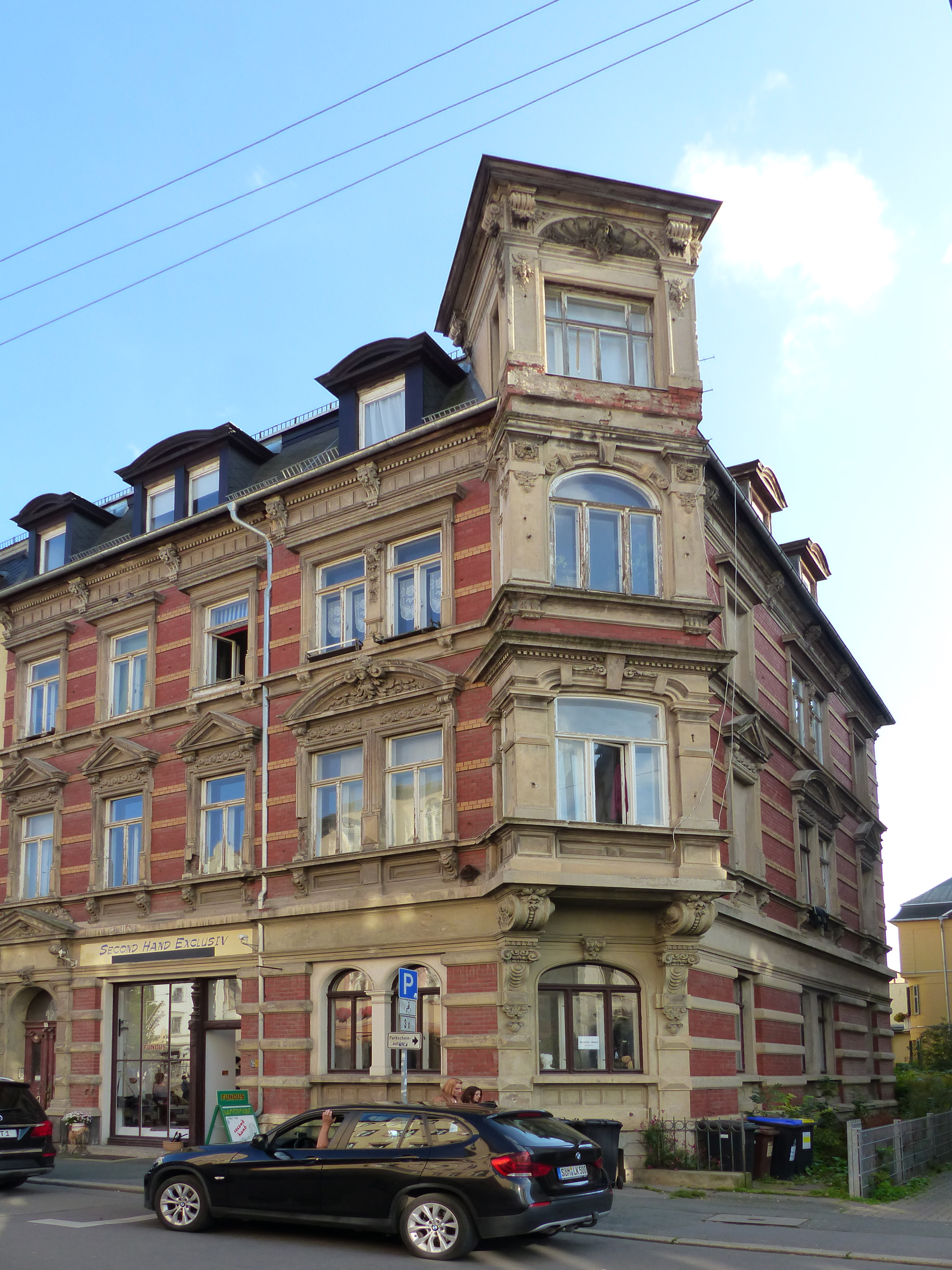
Wohn- und Geschäftshaus Hummelstraße 3

Die Hummelstraße in der Altstadt von Weimar ist eine Anliegerstraße, Fußgängerzone mit sonstigen Wege oder Plätzen für Fußgänger. Sie geht von der Schillerstraße über die Schützengasse bis zur Kreuzung Gropiusstraße/Dingelstedtstraße, wo sie auch endet. Sie wird auch von der Hegelstraße gekreuzt.
Benannt wurde die Straße nach dem Komponisten und Pianisten Johann Nepomuk Hummel, dem auch ein Denkmal gewidmet ist, das sich an der Rückseite des Deutschen Nationaltheaters am Sophienstiftsplatz befindet. In der Hummelstraße 3 wohnte einst Martha Kreiss, die sich 1944 durch Flucht in den Tod der bevorstehenden Deportation entzogen hatte, und an die mit einem Stolperstein erinnert wird. Dieser ist auf der Liste der Stolpersteine in Weimar aufgeführt.
Die gesamte Hummelstraße steht auf der Liste der Kulturdenkmale in Weimar (Sachgesamtheiten und Ensembles). Auch einzelne Wohn- und Geschäftshäuser stehen auf der Liste der Kulturdenkmale in Weimar (Einzeldenkmale). An der Ecke Schützengasse 2/ Hummelstraße 2 befand sich einst die alte Posthalterei. Diese mit Pferdefuhrwerken betriebene Spedition wiederum war Weimars größtes Fuhrgeschäft. Bis 1999 war hier das Theater  des Friedens. In der NS-Zeit diente dieses als Premierenkino der UFA. Zumindest zeitweilig war in der Hummelstraße 6 der Maler der Weimarer Malerschule Franz Sturtzkopf wohnhaft.